# Cristian Preda
Pour les articles homonymes, voir Preda.
 (mars 2016).
Cristian Dan Preda, né le 26 octobre 1966 à Bucarest, est un professeur de science politique, auteur de plusieurs livres dans cette spécialité, et un homme politique roumain.

## Biographie

### Éducation et carrière académique
Cristian Preda est né à Bucarest, en Roumanie. Il obtient une licence en histoire de la philosophie de l'Université de Bucarest en 1991 et la même année, il décroche un DEA en histoire de la philosophie de l'Université Panthéon-Sorbonne, avec la mention « très bien ».
Il suit ensuite des études de maîtrise, de doctorat et de postdoctorat financées par le gouvernement français, le programme Erasmus, l'Agence universitaire de la Francophonie et le New Europe College. En 1998, il obtient un doctorat en science politique de l'EHESS.
Depuis 1992, il enseigne à la faculté de sciences politiques de l'Université de Bucarest. Il est professeur titulaire et doyen de la faculté. Depuis 2005, il est également directeur de thèse en sciences politiques.

### Parcours politique
Entre 2005 et 2007, Cristian Prada est secrétaire d'État à la Francophonie, puis entre 2007 et 2009, conseiller présidentiel pour Traian Băsescu, dont il est depuis 2005 le représentant personnel à la Francophonie, puis,,.
Il est élu député européen en juin 2009 pour pour le Parti démocrate-libéral. En 2014, il quitte aux côtés de nombreux fidèles du président roumain, Traian Băsescu, ce parti et rejoint le Parti Mouvement populaire, dont il est la tête de liste victorieuse lors des élections européennes de la même année.

### Autres activités professionnelles
- Directeur de la collection Polis aux éditions Humanitas (à partir de janvier 2003);
- Chef de projet filières du Bureau Europe Centrale et Orientale de l'Agence universitaire pour la Francophonie (octobre 2001-décembre 2002);
- Éditeur de la revue Studia politica (à partir de janvier 2001);
- Directeur de la collection « Societatea politică » aux éditions Nemira (janvier 1998-décembre 2002);
- Collaborateur des revues Litere, Arte & Idei (1992-1996), Dilema (à partir de 1994), Cartea (1995-1996) et 22 (à partir de 1996);
- Rédacteur des revues Sfera Politicii (1992-1996) et Polis (1995-1997);
- Conseiller à la Présidence de la République roumaine (mars 1999-décembre 2000);
- Traducteur - collaborateur des éditions Humanitas, Babel, Anastasia, Nemira.

### Associations
- Membre du Centre de sciences sociales de l'université de Bucarest (1993-1994);
- Membre de l'Association roumaine de sciences politiques (à partir de 1995);
- Membre du Groupe pour le dialogue social[4] (à partir de 1995);
- Membre de l'Institut d'études politiques de l'université de Bucarest (à partir de 1995)

## Prix et distinctions
- Prix Nemira pour début 1997;
- Commandeur de l'Ordre National Serviciul Credincios (Roumanie, décembre 2002);
- Officier de l'Ordre Léopold (Belgique, juillet 2008);
- Chevalier de l'Ordre de la Légion d'honneur (France, janvier 2009)[5];
- Chevalier de l'Ordre National Steaua României (Roumanie, 2009);
- Grand Officier de l'Ordre de la Couronne (Belgique, 2009).

## Publications
Cristian Preda est auteur de plusieurs volumes sur:
(a)	L'évolution de la pensée politique roumaine (Modernitatea politică și românismul, Nemira, 1998; Occidentul nostru, Nemira, 1999; Staulul și sirena. Dilemele unui marxist român, Nemira, 2002; Contribuții la istoria intelectuală a politicii românești, Meridiane, 2003);
(b)	L'histoire du libéralisme (Le libéralisme du désespoir. Tradition libérale et critique du totalitarisme dans les années 1938-1960, Editura Universității din București, 2000; Liberalismul, Nemira, 2000, ediția a doua Humanitas, 2003; Mic dicționar de gândire politică liberală, Humanitas, 2004);
(c)	Les systèmes électoraux dans l'histoire politique roumaine (România postcomunistă și România interbelică, Meridiane, 2002; Partide și alegeri în România postcomunistă, Nemira, 2005 ; Regimul, partidele și sistemul politic din România (avec Sorina Soare, Nemira, 2008).
Il est aussi l'auteur de plus de 60 études et articles scientifiques en volumes collectifs et revues de sciences politiques roumaines et étrangères.
Il a été collaborateur des revues 22, Dilema, Observator Cultural.